# Parc naturel de l'archipel de Chinijo
Le parc naturel de l'archipel de Chinijo, en espagnol parque natural del Archipiélago Chinijo, est un parc naturel d'Espagne situé dans les îles Canaries, sur l'île de Lanzarote et dans l'archipel de Chinijo qu'il couvre en totalité. À la fois terrestre et maritime, il inclut la réserve naturelle intégrale de Los Islotes.